# Chanclas poblanas
Las chanclas poblanas son un platillo mexicano típico de los estados de Puebla y Tlaxcala, que consiste en un pan bañado en una salsa de chile, con carne molida de res, lechuga, cebolla y aguacate. El pan con que se prepara este platillo también se llama «chancla», que a su vez recibe su nombre por el parecido con la chancla que se calza. La masa del pan se compone de harina de trigo fermentada con pulque, aunque este pan es cada vez más difícil de encontrar y se suele sustituir por pan bazo, birote o bolillo.

## Origen
Este plato tiene como parientes lejanos las tortas ahogadas de Jalisco y el pambazo, que también son panes cubiertos con salsa de chile. Según el periodista poblano, Jesús Manuel Hernández: 
Para los poblanos, el término "chancla" es equivalente a uno de los más tradicionales antojitos [...] donde el adobo de chiles y carne se mezcla con uno de los panes por desgracias en extinción [...] El pan, derivado de la mezcla de harina, agua y levadura, la masa toma forma con la  mano experta, lo mismo hace de ella un pambazo o una chancla cuya consistencia deberá ser no muy suave, de poco grosor, casi sin migajón, blanca, muy blanca y además espolvoreada con algo más de harina después de ser horneada. 
La investigadora culinaria Janet Long Towell destaca esta curiosa forma de tratar el pan en México, contraria a las tradiciones europeas y norteamericanas. Por ejemplo, es impensable que el pepito y el bocadillo españoles, así como el hot dog y la hamburguesa estadounidenses, se bañen en un caldillo o salsa. A pesar de que el pan de trigo no tiene un origen autóctono (en los valles de Puebla fue introducido por los españoles en el siglo XVI), el gesto de bañar el pan sí lo es, y posiblemente imita a otros platillos de origen prehispánico que se cubren con salsa de chile, como los chilaquiles, las enchiladas, las entomatadas, etc. 
El origen de las chanclas poblanas es incierto, pero quizá la más próxima a su existencia se ubique en el restaurante Tortas y Chanclas del Callejón de Variedades, quienes aseguran prepararlas desde 1914, por la familia Robles Palacios. Las medias hermanas María Mancha y María de la Luz Robles crearon dicho platillo, incluyéndolo en su restaurante, entonces ubicado en el Callejón de las Variedades, en el centro de Puebla, lugar donde trabajaron hasta 1968.

## Elaboración
El pan de chancla, aunque hoy en día no es tan común, suele venderse en dos tamaños diferentes, según el chef Ricardo Muñoz Zurita, «Las chanclas chicas miden, en promedio, 9 cm de largo por 6.5 cm de ancho. Se hacen principalmente para reuniones y fiestas, a manera de bocadillos. Se venden por bolsa. Las chanclas grandes miden aproximadamente 17 cm de largo por 9 de ancho, y se venden por pieza». El pan de chancla es un pan blanco de sal, hecho con harina de trigo, levadura, manteca vegetal, agua y sal.  Tras el amasado, se bolea y aplasta totalmente la masa, misma que se deja reposar para que se infle ligeramente. La forma aplanada y oblonga alargada que se le da al pan, le da una apariencia similar a una chancla. Tiene una miga esponjosa y húmeda, fruto de una corta cocción (un cuarto de hora a 200-200 °C). Su corteza es poco tostada y muy enharinada. En este sentido, receta es notablemente similar al famoso mollete de Antequera español.
La salsa es a base de jitomate y chiles, tradicionalmente guajillo y chipotle, o bien algo más picante como el chile de árbol o chiltepín. Se aromatiza tradicionalmente con comino y ajo, y según la cocinera, con orégano, pimienta, canela, laurel u hoja de aguacate también. Como proteína, se suelen usar carne molida de res y longaniza de cerdo. Dependiendo de la receta, la carne se usa como relleno del pan o se guisa con la salsa para luego cubrir el pan. La salsa se vierte aún caliente. Como decoración, se rebana un aguacate y se corta la cebolla en juliana. Estos pueden ir dentro o fuera de la chancla. 